# Lhota u Opavy (železniční zastávka)
Lhota u Opavy je železniční zastávka v katastru obce Háj ve Slezsku, v části Lhota na adrese Komenského 46. Leží na trati Ostrava-Svinov – Opava východ. Ve stanici zastavují jen osobní vlaky linky S1 Opava východ – Ostrava-Svinov. V dřívějších letech zde stavěly vlaky, které jely i z Krnova, Bruntálu, Jeseníku, Mostů u Jablunkova nebo Návsí.[zdroj?] Cestující jsou odbavováni až ve vlaku, protože ve stanici chybí osobní pokladna. Před několika lety[kdy?] zde byla i pokladna, kterou následovně zrušili.[zdroj?]
Zastávka byla zřízena v roce 1923 pod názvem Lhota-Mokré Lazce, dnešní název nese od roku 1937. Od roku 1933 až do 60. let 20. století zde bylo rovněž nákladiště. Pro zvládnutí rostoucího počtu vlaků v období po skončení 2. světové války zde byla zřízena rovněž hláska. Od roku 2006 je místo ní automatické hradlo.[zdroj?]

## Galerie

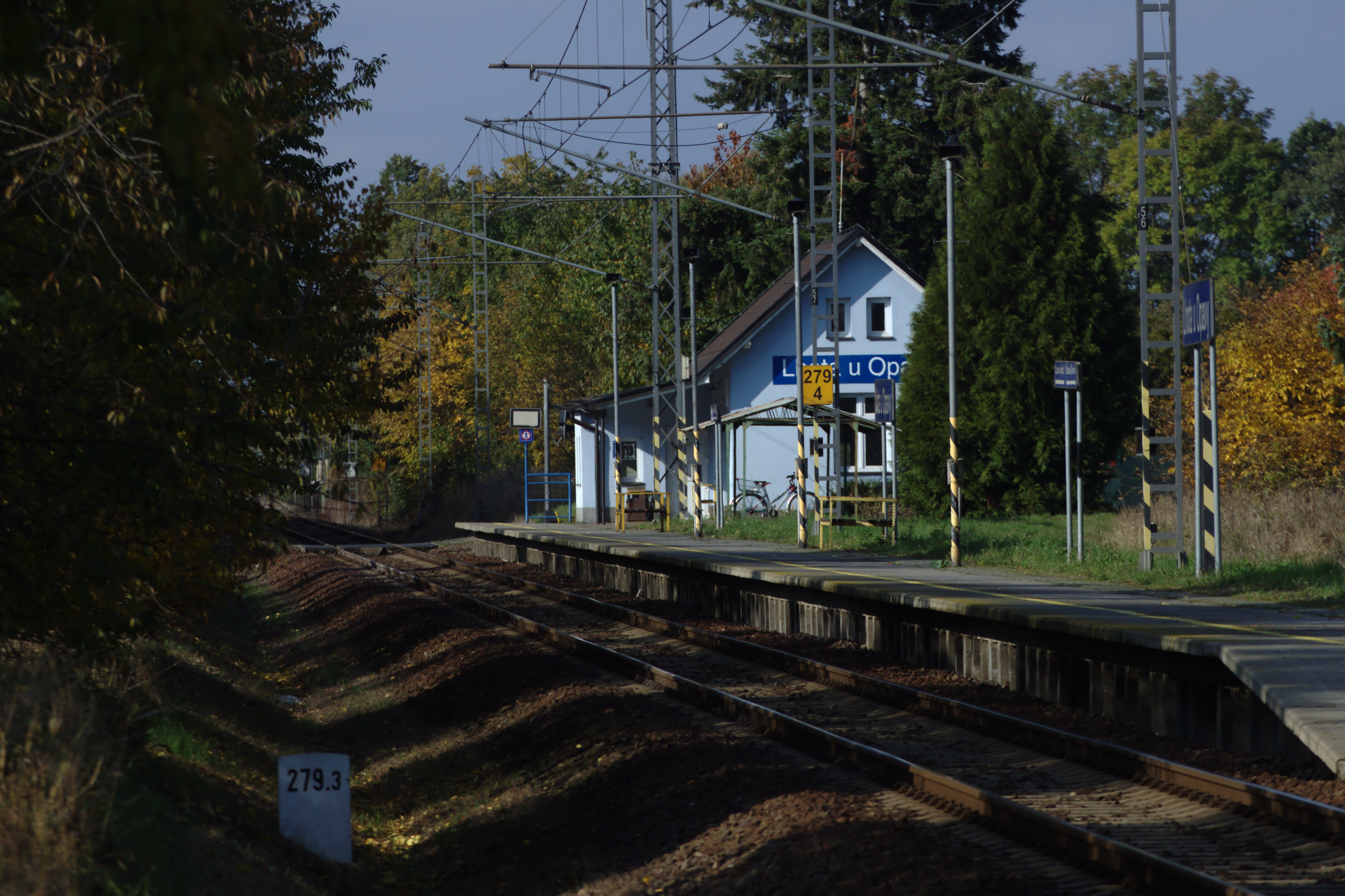
Nástupiště v celé jeho délce